# Silver Rain
Silver Rain es una película dramática nigeriano-ghanesa de 2015 escrita y dirigida por Juliet Asante. Está protagonizada por Belinda Baidoo, Michael Bassey, Kofi Bucknor, Joselyn Dumas y Uru Eke.

## Sinopsis
La historia sigue a una joven, Ajoa, que proviene de una familia empobrecida, pero se enamora de Bruce, quien pertenece a otra clase social. Su relación debe prosperar en medio de las diferencias sociales que los separan.

## Elenco
- Belinda Baidoo como Tima
- Michael Bassey como príncipe
- Kofi Bucknor como el Sr. Timothy
- Joselyn Dumas como Ajoa
- Uru Eke como Loreal
- Offie Kudjo como la Sra. Timoteo
- Elikem Kumordzie como Paul
- Annabel Mbaru como Esi
- Enyinna Nwigwe como Bruce
- Chumani Pan como Mark

## Recepción
360nobs concluyó que "A pesar de sus enormes vacíos, Silver Rain es entretenida".
Xplorenollywood reseñó que es "una producción brillante con un elenco panafricano que hizo justicia a sus papeles" y la califica con un 5,5 / 10.

## Reconocimientos
Fue nominada en AMVCA 2016 como Mejor Película en General (África), Mejor Película - África Occidental (Drama / Comedia) y Mejor Diseñador de Vestuario (Película / Serie de televisión).